# Stichorkis aurantiorbiculata
Stichorkis aurantiorbiculata là một loài thực vật có hoa trong họ Lan. Loài này được (J.J.Wood & A.L.Lamb) Marg., Szlach. & Kulak mô tả khoa học đầu tiên năm 2008.